# Naturdenkmal Schwalgloch Keffelke

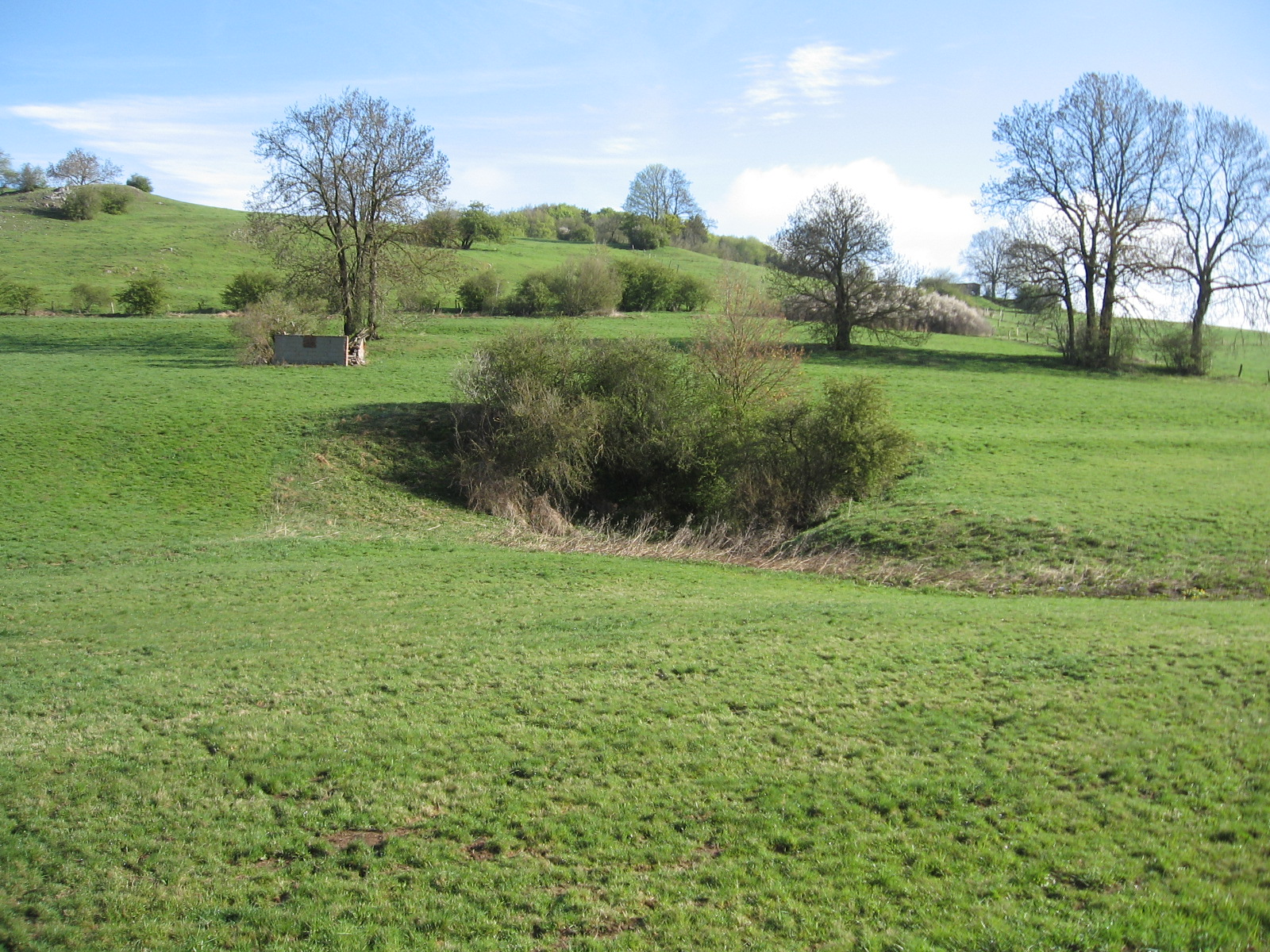
Naturdenkmal Schwalgloch Keffelke (Buschbereich im Vordergrund)

Das Naturdenkmal Schwalgloch Keffelke mit einer Größe von 0,06 ha liegt östlich von Brilon. Das Gebiet wurde 2008 mit dem Landschaftsplan Briloner Hochfläche durch den Hochsauerlandkreis als Naturdenkmal (ND) ausgewiesen. Das Naturdenkmal ist umgeben vom Landschaftsschutzgebiet Keffelke. Etwas nördlich befindet sich das Naturschutzgebiet Schaaken und etwas südlich das Naturschutzgebiet Heimberg. Etwa 140 südöstlich befindet sich eine Kapelle. In diesem Bereich gab es Keffelker Wüstung.
Das ND Schwagloch Keffelke gehört zu den sieben Naturdenkmälern im Landschaftsplan Briloner Hochfläche welche als Karsterscheinungen festgesetzt wurden. Dabei handelt es sich um vier Schwalglöcher und drei Dolinen.
Im Schwagloch Keffelke verschwindet ein nur 400 m langer Wasserlauf, welcher aus Osten kommt. Der Wasserlauf ist die überwiegende Zeit ohne Wasser. Das Schwalgloch bildet hier eine etwa 4 m große Hohlform aus. Das Schwagloch ist von Büschen umstanden und von Grünland umgeben.